# Valentina Toro
Valentina Ivanina Toro Meneses (Santiago, 17 de fevereiro de 2000) é uma carateca e engenheira civil chilena.

## Biografia
Nascida em Santiago, capital do Chile, formou-se em engenharia civil, pela Universidade de Santiago [en].
No mundo desportivo, Valentina venceu a medalha de ouro no evento de 55 kg feminino nos Jogos Sul-Americanos de 2022, realizados em Assunção, no Paraguai. Na competição, foi uma das porta-bandeiras da delegação chilena. Também conquistou a medalha de ouro em sua competição nos Jogos Bolivarianos de 2022, realizados em Valledupar, na Colômbia.
Em junho de 2021, Toro competiu no Torneio Mundial de Qualificação Olímpica de Karatê 2021 [en] realizado em Paris, capital francesa, na esperança de se classificar para os Jogos Olímpicos de Verão de 2020 em Tóquio, no Japão – impactado pela Pandemia de COVID-19 e adiado para o ano seguinte. Após vencer a primeira disputa da guatemalteca Cheili González, foi derrotada pela atleta da Malásia Madhuri Poovanesan, não avançando para a fase final e não conquistando a vaga olímpica.
Em novembro de 2021, competiu no evento feminino de 55 kg no Campeonato Mundial de Karatê de 2021 [en], realizado em Dubai, nos Emirados Árabes Unidos.
`No ano de 2023, ela ganhou a medalha de ouro na competição de por até 55 kg nos Jogos Pan-Americanos realizados em Santiago, no Chile. Valentina derrotou Baurelys Torres [en], de Cuba, na disputa pela medalha de ouro.

## Medalhas
| Ano  | Competição           | Local                | Posição | Evento            |
| ---- | -------------------- | -------------------- | ------- | ----------------- |
| 2022 | Jogos Bolivarianos   | Valledupar, Colômbia | 1º      | Kumite 55 kg      |
| 2022 | Jogos Bolivarianos   | Valledupar, Colômbia | 1º      | Kumite por equipe |
| 2022 | Jogos Sul-Americanos | Assunção, Paraguai   | 1º      | Kumite 55 kg      |
| 2023 | Jogos Pan-Americanos | Santiago, Chile      | 1º      | Kumite 55 kg      |